# Anna Carmela Minuto
Anna Carmela Minuto (Molfetta, 28 gennaio 1969) è una politica italiana.

## Biografia
Fin da giovane impegnata politicamente, si candida per Forza Italia al Senato in vista delle elezioni politiche del 2018 all'interno della circoscrizione Puglia. Viene eletta infine all'interno del collegio plurinominale Puglia - 02. Fa parte della Commissione Difesa e della Commissione per il contrasto dei fenomeni di razzismo e antisemitismo.
Nel dicembre 2019 è tra i 64 firmatari (di cui 41 di Forza Italia) per il referendum confermativo sul taglio dei parlamentari: pochi mesi prima i senatori berlusconiani avevano disertato l'aula in occasione della votazione sulla riforma costituzionale.
Il 23 luglio 2020, a seguito di un ricorso e di un riconteggio delle schede nella circoscrizione Puglia, il seggio di Anna Carmela Minuto viene assegnato a Michele Boccardi. Il 24 settembre 2020 la Giunta delle Elezioni del Senato ha deliberato di proporre all'aula il reintegro di Michele Boccardi al posto di Anna Carmela Minuto. Il 2 dicembre 2021 è stata dichiarata decaduta dalla carica di senatore.
Nel 2022 aderisce alla Lega e si candida come consigliera alle elezioni comunali a Molfetta nella lista civica "Patto Comune", risultando eletta. È successivamente nominata assessore comunale con delega alle attività produttive del comune di Molfetta nella giunta del sindaco Tommaso Minervini.